# Interprétations féministes des procès de sorcières de l'époque moderne
À travers le XIXe siècle et le XXe siècle, de nombreuses interprétations des procès de sorcellerie de l'époque sont produites par les courants féministes.

## Première vague féministe

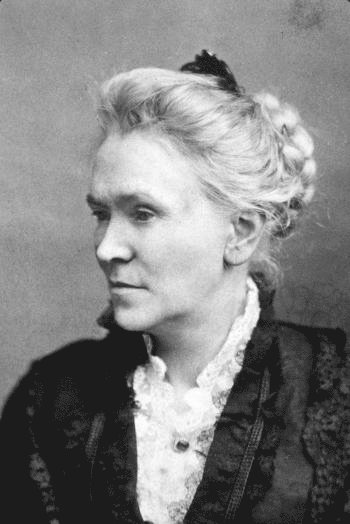
Matilda Joslyn Gage.

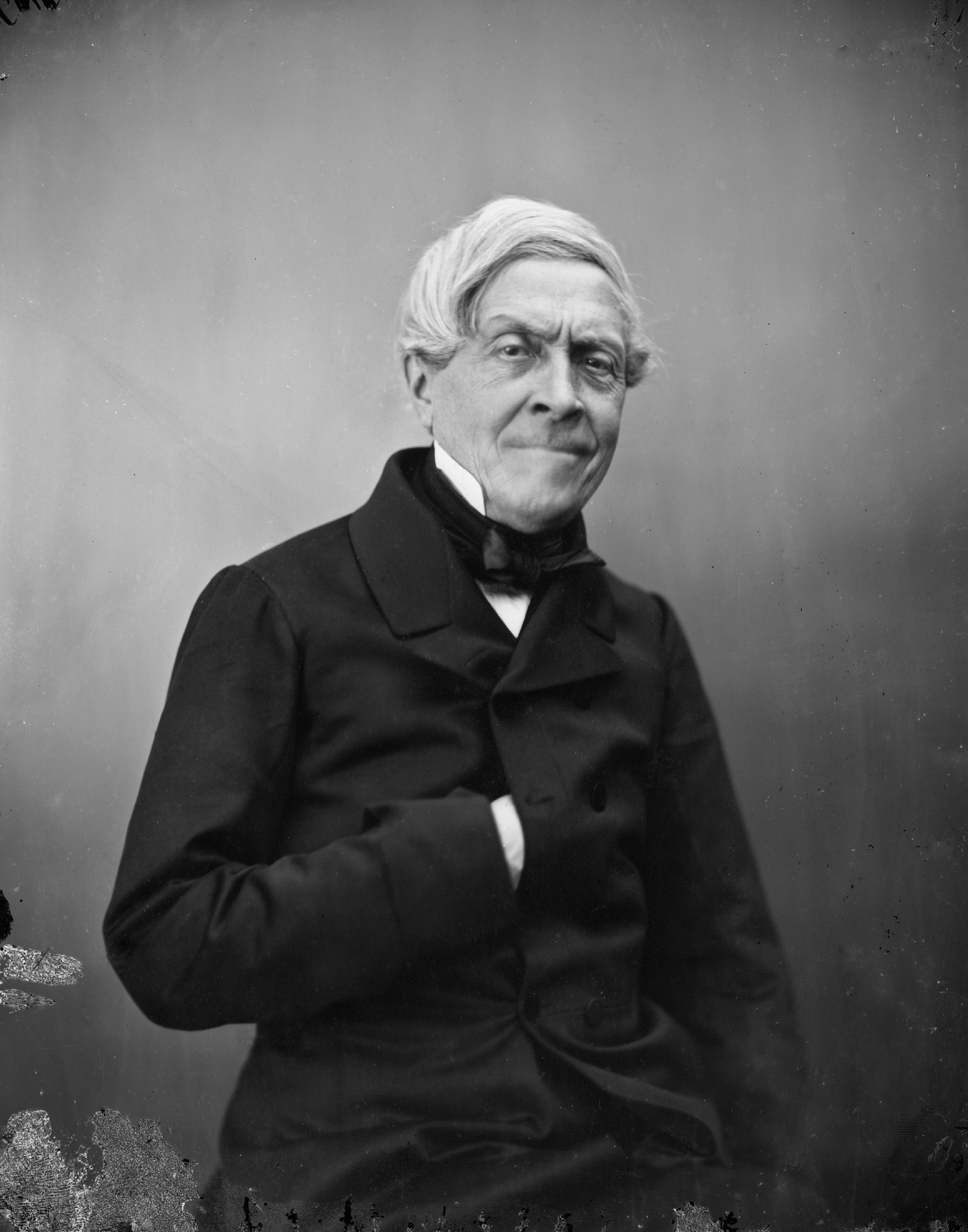
Jules Michelet, photographie de Nadar, 1856.

Une des premières féministes à écrire sur le sujet est Matilda Joslyn Gage, une auteure américaine engagée dans la première vague féministe et dans l'obtention des droits de vote pour les femmes. En 1893, elle publie le livre Woman, Church and State (Femme, Église et État) qui est écrit « dans la hâte en amputant sur son temps dédié à l'activisme qui ne laissait pas d'espace pour une recherche originelle ».
Influencée par l'œuvre de Jules Michelet, elle affirme que les sorcières persécutées durant l'époque moderne sont des prêtresses adhérant à une religion vénérant une grande déesse. Elle répète également le fait - erroné - repris du travail de plusieurs auteurs germaniques, que 9 millions de personnes furent exécutées dans le cadre de la chasse aux sorcières.

## Seconde vague
En 1973, deux féministes américaines de la seconde vague féministe,  Barbara Ehrenreich et Deirdre English, publient un pamphlet dans lequel elles affirment que les femmes persécutées sont les guérisseuses et sages-femmes traditionnelles de la communauté qui sont éliminées sciemment par l'establishment masculin. Cette théorie ignore le fait que la majorité des personnes persécutées ne sont ni sages-femmes ni guérisseuses et que dans nombre de parties de l'Europe, ces catégories firent partie des personnes encourageant les persécutions.
Bien qu'elles publient à compte d'autrice leur travail, la réception de leur travail est si positive que la Feminist Press reprend la publication et l'œuvre est distribuée dans le monde entier, ensuite traduite en français, espagnol, allemand, hébreu, danois et japonais. Ehrenreich et English doivent toutefois corriger certains aspects en ajoutant des sources dans la réédition de leur livre en 2010. Ehrenreich et English avaient en effet cité Margaret Murray, depuis largement discréditée. Bien que la plupart des sorcières aient probablement été chrétiennes, l'influence de Murray amène Ehrenreich et English à croire que les sorcières sont parties prenantes d'une religion païenne.
D'autres historiennes féministes ont rejeté cette interprétation des évènements ; l'historienne Diane Purkiss la juge politiquement peu utile car elle décrit les femmes comme des victimes impuissantes du patriarcat, ce qui ne favorise pas un engagement dans les luttes féministes contemporaines.
Elle condamne aussi l'œuvre pour son inexactitude factuelle en soulignant que les féministes qui y adhèrent ignorent le déroulement de l'histoire, la promouvant car elle est perçue comme démontrant une lutte contre une société patriarcale.
Elle affirme que bien des féministes radicales continuent néanmoins d'adhérer en raison de sa signification mystique d'une part et d'autre part en raison de la structure bien délimitée qu'elle établit entre oppresseurs et victimes
Purkiss critique également la croyance selon laquelle les femmes ont continuellement été opprimées à travers l'histoire. Purkiss affirme que les féministes radicales prennent une posture a-historique qui valorise l'engagement émotionnel au détriment des règles de la preuve.
Purkiss attribue le mythe des temps des bûchers (« myth of the burning times ») à un tournant dans le mouvement féministe qui s'éloigne d'une focalisation sur les droits pour se rapprocher de thèmes ayant trait à la violence sexuelle et conjugale, car ces thèmes sont vus comme représentatifs des crimes patriarcaux. Le résultat en est que la répression type des femmes est vue comme exercée sur le terrain de leur sexualité .

## Neuf millions de femmes selon Gottfried Christian Voigt

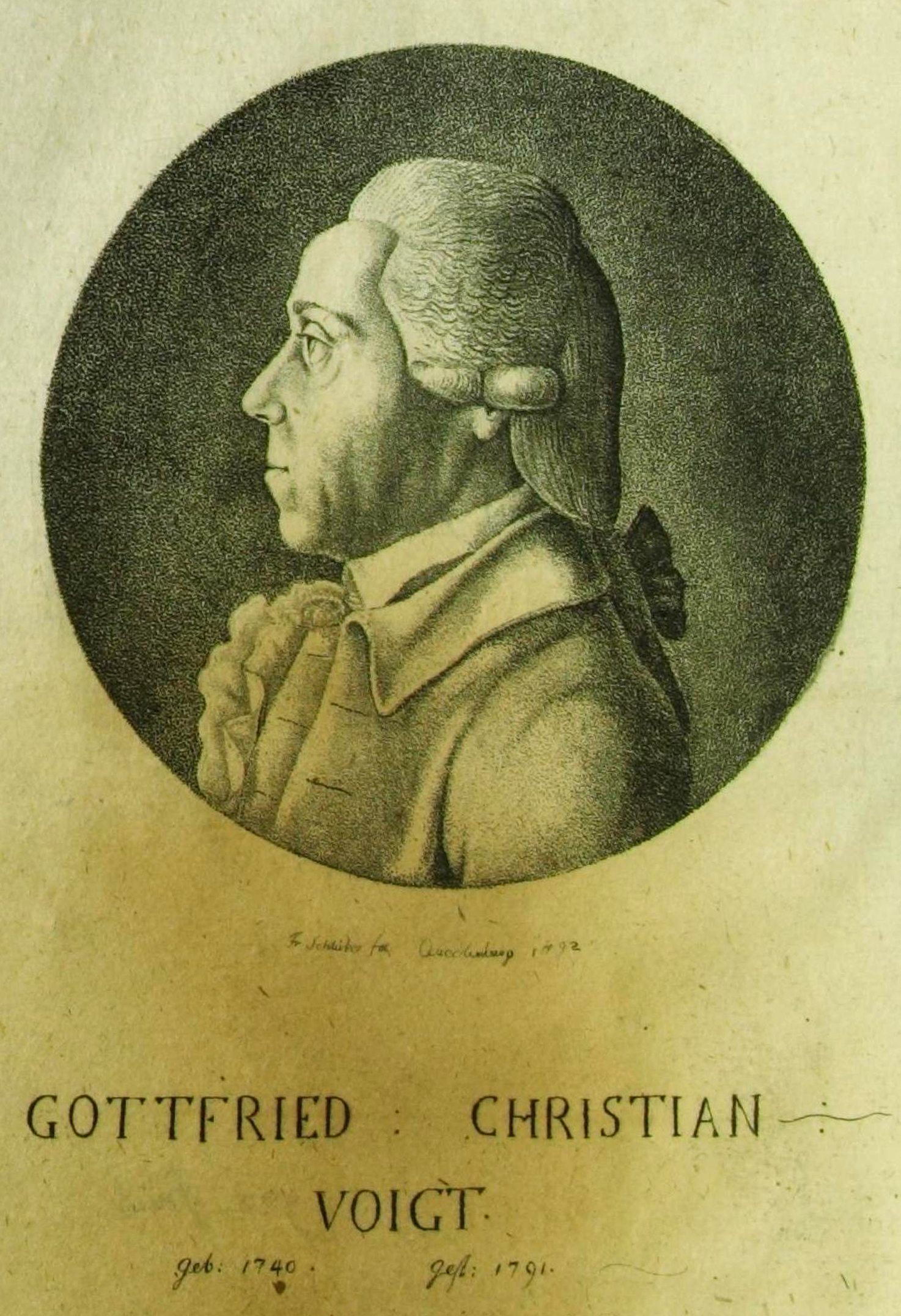
Gottfried Christian Voigt.

Le chiffre de 9 millions de femmes tuées pendant les chasses aux sorcières est un mythe populaire du féminisme du XXe siècle et du néopaganisme. Ce chiffre est dû à Gottfried Christian Voigt. L'histoire de cette estimation chiffrée est relatée par Behringer (1998).
Voigt le publie dans un article de 1784, dans le contexte du siècle des Lumières, souhaitant souligner l'importance de l'éducation pour déraciner la superstition et l'arrêt de la chasse aux sorcières, qui diminue en importance moins d'une génération avant son temps. Il critiquait l'estimation de Voltaire, qui parle de plusieurs centaines de milliers, chiffre jugé trop peu important. Voigt base son estimation sur 20 cas recensés sur 50 ans dans les archives de Quedlinburg, en Allemagne. Se basant sur les registres entre 1569 et 1589, il estime que 40 exécutions ont lieu durant cette période, et extrapole ce chiffre pour obtenir 133 exécutions par siècle.
Voigt extrapole ensuite ce chiffre à toute la population de l'Europe, arrivant à « 858,454 par siècle » et pour 11 siècles de persécutions à « 9 442 994 personnes » au total. Le chiffre de Voigt est arrondi à 9 millions par Gustav Roskoff dans son Histoire du diable de 1869. Il est ensuite répété par nombre d'historiens allemands et anglais, notamment par la militante pour le droit des femmes Matilda Joslyn Gage,, par Margaret Murray (1921), et par la propagande nazie, qui dans les années 1930 utilise les sorcières comme un symbole de la culture völkisch culture, pour l'opposer à la culture méditerranéenne ou chrétienté sémite. En 1935 Der christliche Hexenwahn (« La folie des sorcières chrétiennes ») affirme que la chasse aux sorcières était chrétienne, et donc ultimement une tentative juive pour exterminer la féminité aryenne. L'étude des actes judiciaires entreprise par le  Hexen-Sonderkommando SS de Himmler s'est avérée utile pour estimer le nombre de victimes. Mathilde Ludendorff en 1934 dans Christliche Grausamkeit an Deutschen Frauen ("Cruauté chrétienne envers les femmes allemandes) répète également le chiffre de neuf millions de victimes.
Le chiffre estimé de 133 exécutions par siècle à Quedlinburg a également une histoire, apparaissant dans l'affirmation selon laquelle 133 sorcières sont brûlées durant la seule année de 1589 dans Geschichte der Hexenprozesse (1880, révisé en 1910), et même comme le résultat d'une exécution massive en une seule journée dans le livre de Gustav Roskoff, Geschichte des Teufels (1869, p. 304). Des références à ces chiffres sont faites aussi tardivement qu'en 2006 dans la troisième édition du livre de Brian P. Levack's The Witch Hunt in Modern Europe (p. 24). Des références à une exécution de 133 sorcières à Osnabrück apparaissent en  2007 dans le livre de  John Michael Cooper, Mendelssohn, Goethe, and the Walpurgis night: the heathen muse in European culture, 1700–1850 (p. 15).
Apparemment l'estimation de Voigt sur le nombre moyen d'exécutions par siècle à Quedlinburg coïncide avec un rapport des années 1580 faisant état d'une exécution de masse en une seule journée à Osnabrück. Des références à cette exécution de masse se retrouvent dans la littérature du XIXe siècle, parfois avec l'affirmation que les quatre plus jolies des condamnées furent soulevées des flammes et emportées par les airs avant d'être brûlées.
Finalement, Roskoff (1869) semble avoir mélangé les 133 exécutions en une journée à Osnabrück avec 133 exécutions par siècle. Le rapport d'Osnabrück semble venir d'un flyer d'abord  distribué en 1588, faisant état de 133 exécutions en un seul jour dans « cette année ». Le flyer est réimprimé en 1589 et au cours des années 1590, avec toujours la mention de « cette année ». Le titre sensationnaliste reflète l'exécution à Osnabrück de 121 sorcières durant l'été 1583 (mais sur une période étalée sur 5 mois, et non pas une seule journée) le plus grand nombre d'exécutions enregistrées pour cette ville quelle que soit l'année considérée (Pohl 1990).